# Wissen.de
wissen.de ist ein im Mai 2000 gegründetes deutschsprachiges Wissensportal im Internet. 

## Geschichte und Beschreibung
Die Website wissen.de wurde von 2000 bis 2014 vom Wissen Media Verlag betrieben, eine Tochter des Medienkonzerns Bertelsmann. Anschließend wurde sie Bestandteil der Konradin Mediengruppe und 2012 zur Website des Jahres in der Kategorie Bildung gewählt.
Die Inhalte des Portals werden aus verschiedenen Quellen zusammengetragen, darunter die Nachschlagewerke [von] Wahrig, Langenscheidt, Daten der Weltgeschichte von Gerhard Hellwig und Gerhard Linne (Bertelsmann, Gütersloh u. a. 1975), Focus und Viamundo. Der Zugriff auf die Inhalte durch den Besucher der Webseite ist kostenlos und wird durch Werbung finanziert. wissen.de bietet Werbekunden die Möglichkeit an, Werbung in Form von Textlinks im und passend zum redaktionellen Umfeld auf der Webseite zu platzieren.
Weiter verkauft wissen.de Lizenzen an andere Unternehmen, die Inhalte in ihren Medien zu vertreiben. Dazu gehören neben Lexika auch Lernprogramme für Grundschüler. Lizenznehmer sind nach Eigenauskunft die G Data CyberDefense, Vivendi Universal und der Spielehersteller Ravensburger.
Die Website erzielte im Januar 2012 eine Reichweite von 640.000 Unique Users, 8,14 Millionen Page-Impressions und über 1,4 Millionen Visits im Monat. 2014 gab die Konradin Mediengruppe rund 750.000 Unique Users monatlich an.